# Cathédrale Saint-Étienne-et-Notre-Dame-de-l'Assomption de Pavie
La cathédrale de Pavie (en italien : duomo di Pavia), de son nom complet cathédrale Saint-Étienne-et-Notre-Dame-de-l'Assomption, est l'église principale de Pavie, en Italie du Nord, et un important édifice de la Renaissance.

## Histoire
Les cathédrales « jumelles » de Santo Stefano et de Santa Maria Maggiore, communément appelées Santa Maria del Popolo, se trouvaient autrefois sur la zone actuellement occupée par la cathédrale. Les deux églises d'origine ont été fondées entre les VIe et VIIe siècles et rénovées par la suite, mais vers le XIe – XIIe siècle, elles ont été reconstruites dans des formes romanes. L'église de Santo Stefano, plus large, à cinq nefs, était située au nord, à côté de la Tour Civique et servait de cathédrale d'été, tandis que celle de Santa Maria del Popolo, plus intime, à trois nefs, la flanquait au sud. et a été utilisée comme cathédrale d'hiver. Bien que distinctes, les deux églises formaient un ensemble architectural unique, car elles communiquaient totalement l'une avec l'autre.

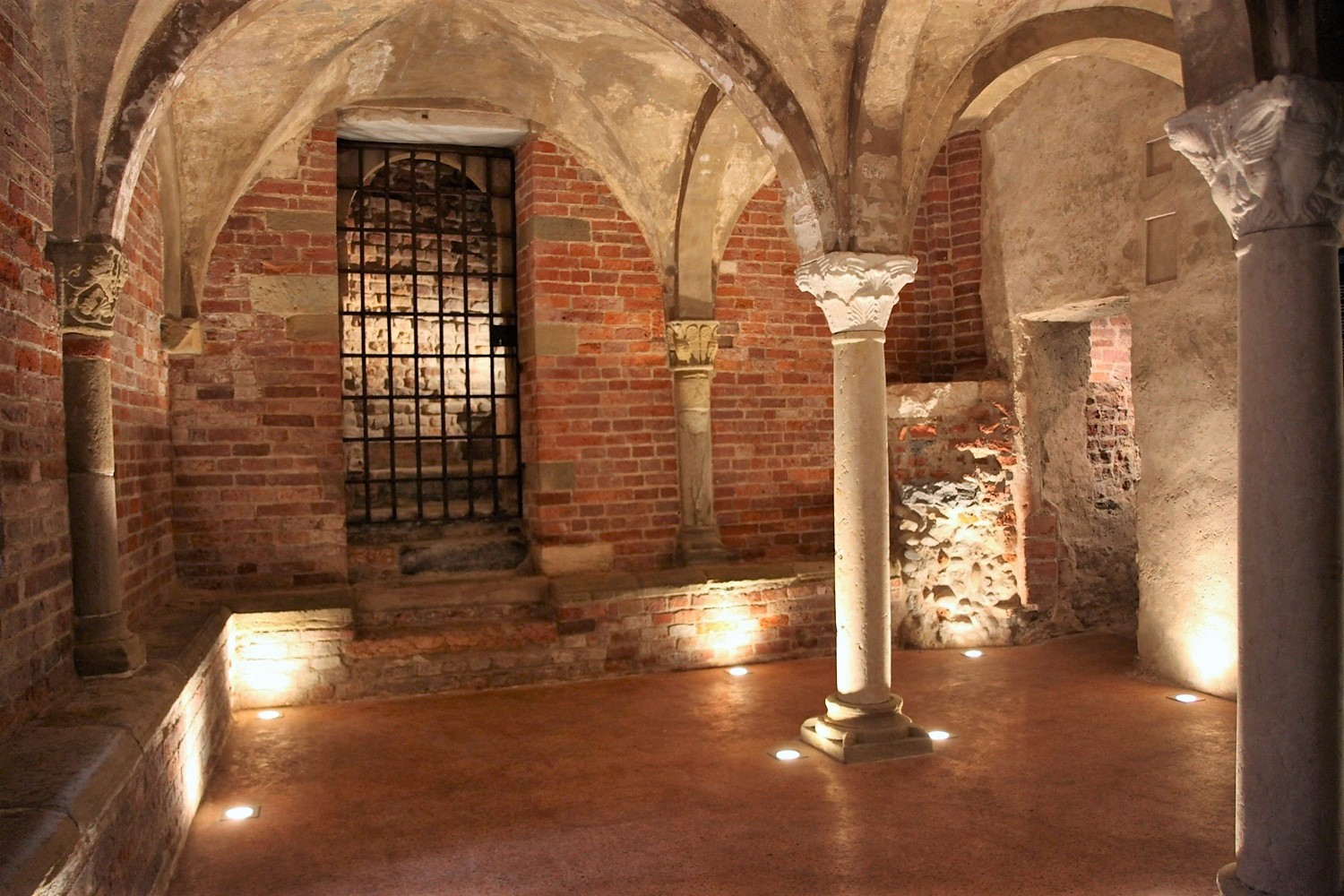
La crypte de Santa Maria del Popolo (XIe siècle).

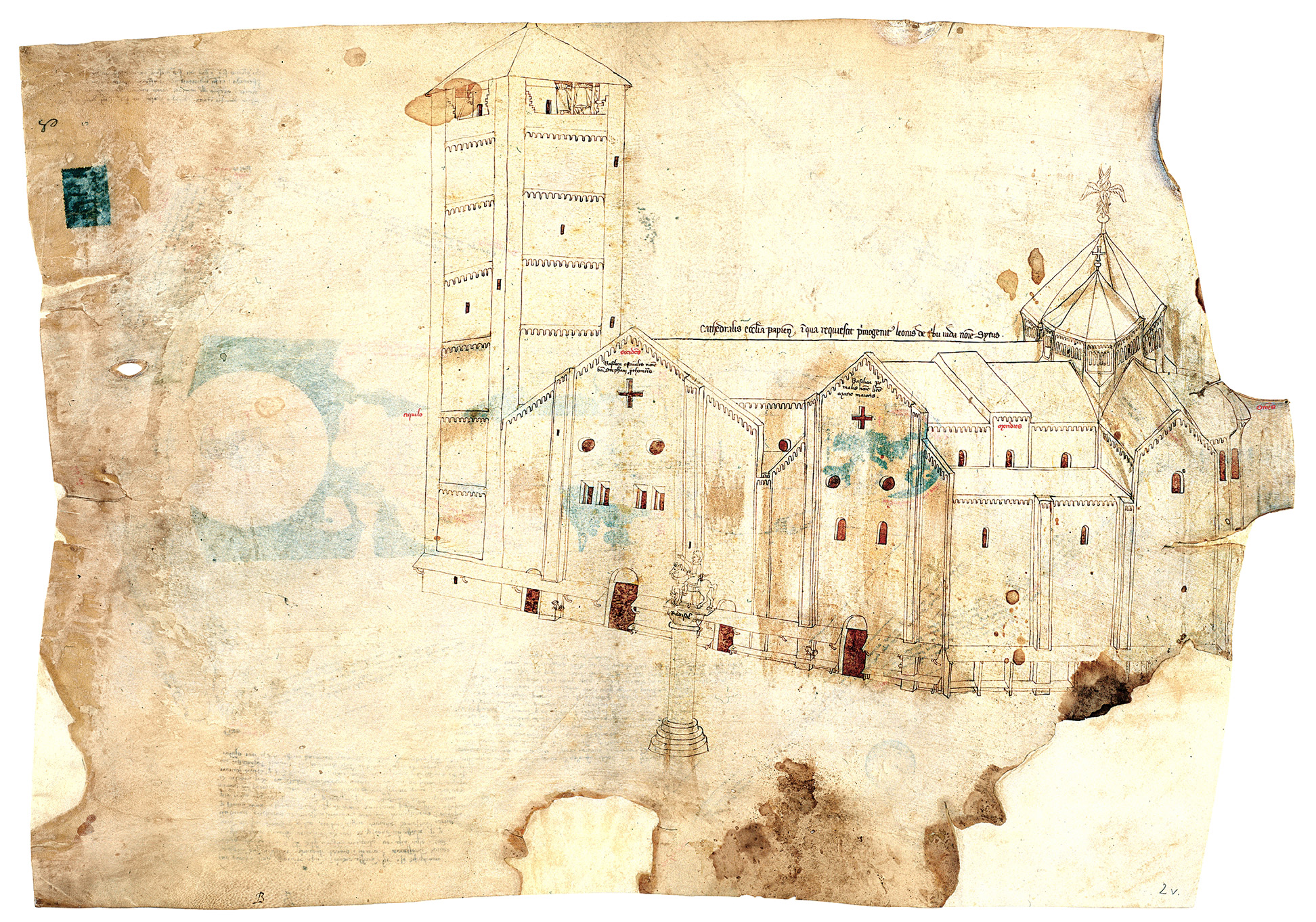
Dessin de Opicinus de Canistris des deux cathédrales (1335-1350).

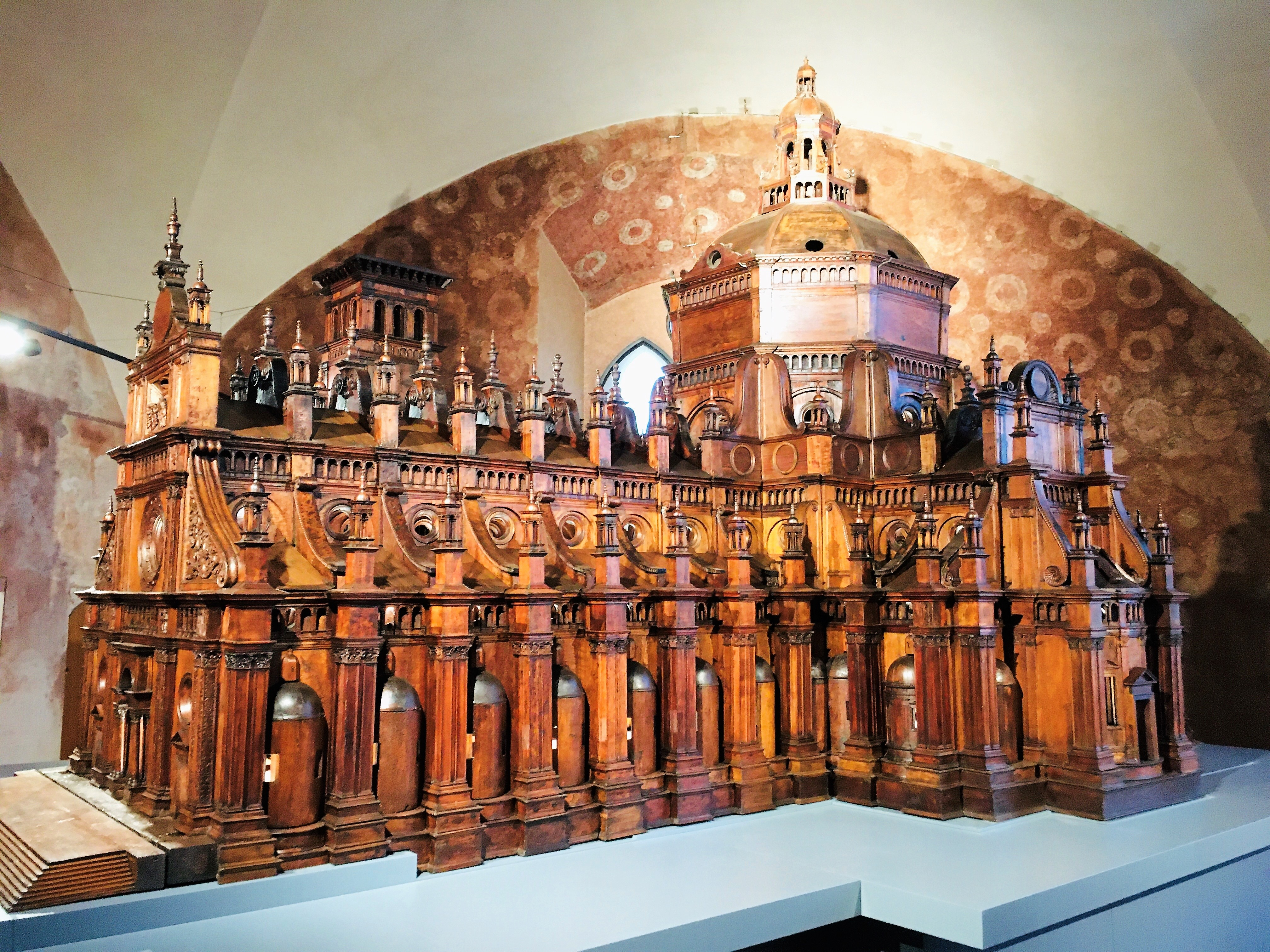
Le modèle de la cathédrale de Pavie, 1497, Pavie, Musées Civiques.

Santo Stefano avait une façade similaire à celle de San Pietro in Ciel d'Oro, mais avec trois portails, tandis que Santa Maria del Popolo avait une façade saillante, un portail unique, et des motifs décoratifs très particuliers composés de bandes de tuiles vernissées, qu’on ne trouve dans aucune autre basilique romane de Pavie, et qui représente la preuve la plus ancienne de l'utilisation de l'émail à l'étain dans l'Occident chrétien.
Les deux églises sont profanées et progressivement démolies au fur et à mesure de l'avancée du chantier Renaissance ; les derniers éléments à être détruits sont les vestiges des façades, débarqués à la fin du XIXe siècle pour faire place à la façade de la nouvelle cathédrale, tandis qu'une grande partie de la crypte (du XIe siècle) de Santa Maria del Popolo a été préservée et depuis 2023, il est le siège du Musée Diocésain de Pavie.
De nombreuses découvertes des cathédrales jumelles sont conservées dans les musées civiques, notamment des fragments de vitraux colorés et de pains de verre, datant de la fin du Xe siècle et des premières décennies du XIe, découverts lors de fouilles archéologiques menées entre 1972 et 1978 à l'intérieur de la Tour Civique : ce serait l'une des premières attestations en Occident de l'utilisation de vitraux polychromes.
Après qu'il a été prévu de rénover les deux anciennes églises, la construction de la nouvelle cathédrale, commandée par le cardinal Ascanio Sforza, frère de Ludovico il Moro, commence en 1488 sous la direction de l'architecte Cristoforo Rocchi, bientôt rejoint par Giovanni Antonio Amadeo auquel certains érudits attribuent le projet général. D'autres auteurs, en revanche, reconnaissent l'apport conceptuel de Donato Bramante, pour lequel la cathédrale de Pavie aurait constitué un précédent important pour le projet ultérieur de la nouvelle basilique Saint-Pierre de Rome. D'autres historiens soulignent la proximité de la cathédrale de Pavie avec les études contemporaines de Léonard de Vinci sur la période milanaise, sur des bâtiments à plan central, qui présentent des similitudes plus en termes d'attitude que de solutions spécifiques.
En effet, le projet prévoyait un corps à trois nefs, flanqué de niches semi-circulaires, dans l'axe longitudinal, greffé sur un corps central triapside, avec un transept à trois nefs, et dominé par une grande coupole, reliée par des pendentifs triangulaires à l'irrégulier octogone des piliers. Le plan était complété par des salles octogonales à absides placées entre les bras de la croix et destinées aux sacristies.
En particulier, le projet planimétrique, la conception de la crypte (achevée en 1492), de la partie basse de la zone abside de l'édifice et des sacristies sont attribués à Bramante. La crypte, comme d'autres édifices réalisés par ses soins, présente un plan central, divisé en deux nefs structurées sur deux travées. Les grands piliers, qui soutiennent les voûtes surbaissées, et les arcs brisés de la nef centrale rappellent les salles thermales de l'âge classique et les nymphées, comme celle des Jardins de Salluste à Rome. Malgré le peu de temps pendant lequel Bramante était présent sur le chantier, on pense qu'il a pu donner une empreinte nette destinée à persister pendant le très long chantier.

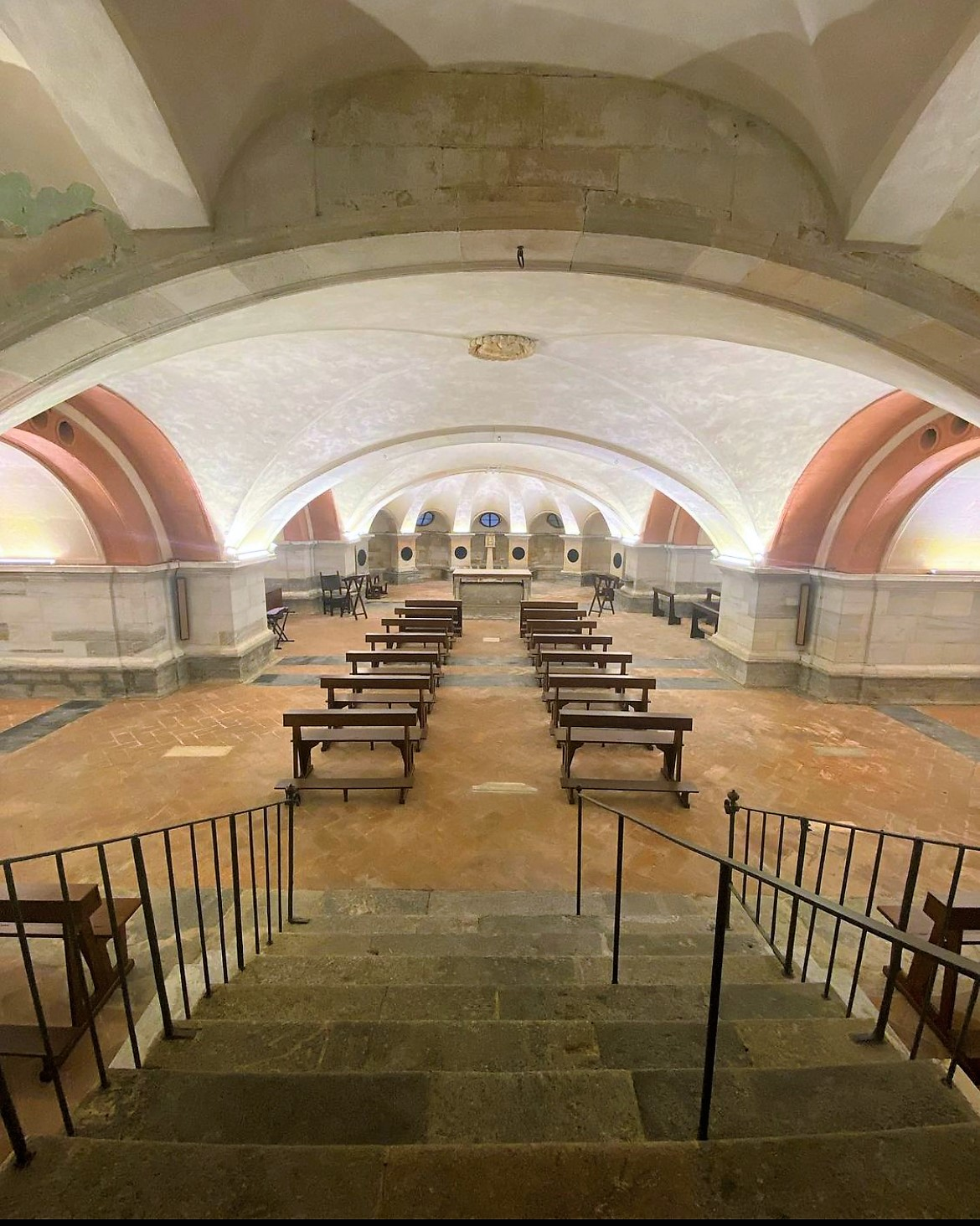
La crypte conçue par Donato Bramante, 1492.

La première pierre est posée le 29 juin 1488 ; les travaux ont commencé sous la direction de Rocchi et Amadeo, initialement sous la direction de Bramante. En 1490, Léonard de Vinci et Francesco di Giorgio Martini ont également visité le site, apportant leur contribution. La première partie achevée fut la crypte, en 1492. Amadeo, flanqué de Gian Giacomo Dolcebuono à partir de 1498, eut le rôle principal dans la gestion du chantier et dans la définition de la plupart des élévations au moyen d'un modèle en bois de 1495, réalisé par Rocchi et Giovan Pietro Fugazza et existe encore aujourd'hui. En 1496, la sacristie nord est partiellement achevée (qui ne sera achevée qu'en 1636), tandis que celle du sud est commencée en 1505 (elle sera achevée en 1676).
Compte tenu de l'absence de carrières de marbre et de pierre dans les environs de Pavie, à partir de 1490, le Conseil de Fabrique de la cathédrale a conclu de nombreux contrats avec des propriétaires privés de carrières, principalement dans la région d'Ornavasso et de Crevoladossola, pour la fourniture de marbre. Les pierres ont été transportées par bateau du lac Majeur au Tessin. L'abside du maître-autel, construite entre 1504 et 1507, a en effet été réalisée avec du marbre d'Ornavasso, de Crevoladossola et des pierres des carrières d'Arzo, Saltrio et Angera.
En 1518, la Fabbrica del Duomo, pour assurer un approvisionnement continu et abandonné en marbre, acheta trois carrières à Crevoladossola, d'où, à travers le Toce, le lac Majeur et le Tessin, les blocs de marbre atteignaient Pavie à Porta Calcinara.

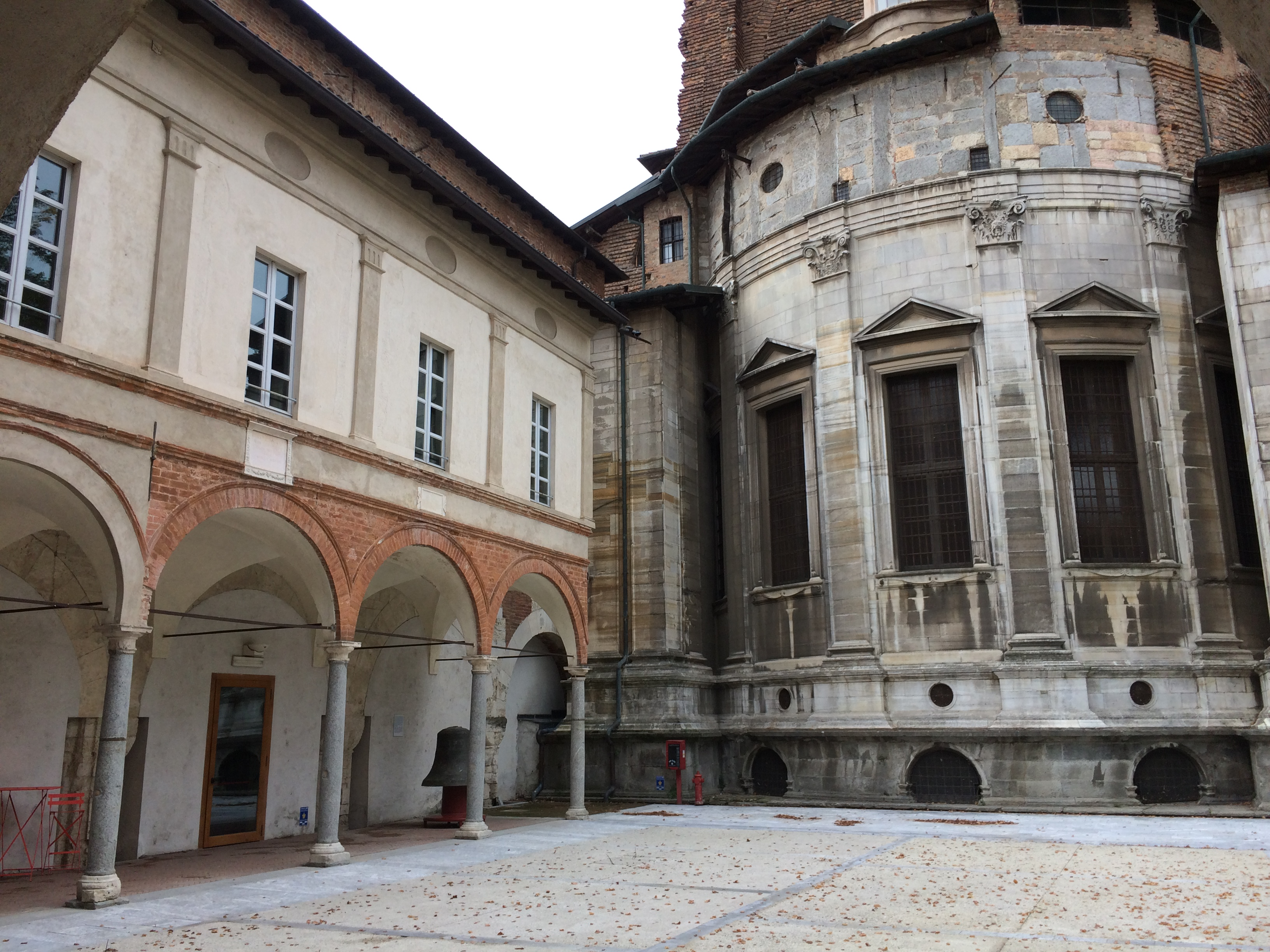
L'abside de la cathédrale, selon le projet de Bramante, vue du Broletto.

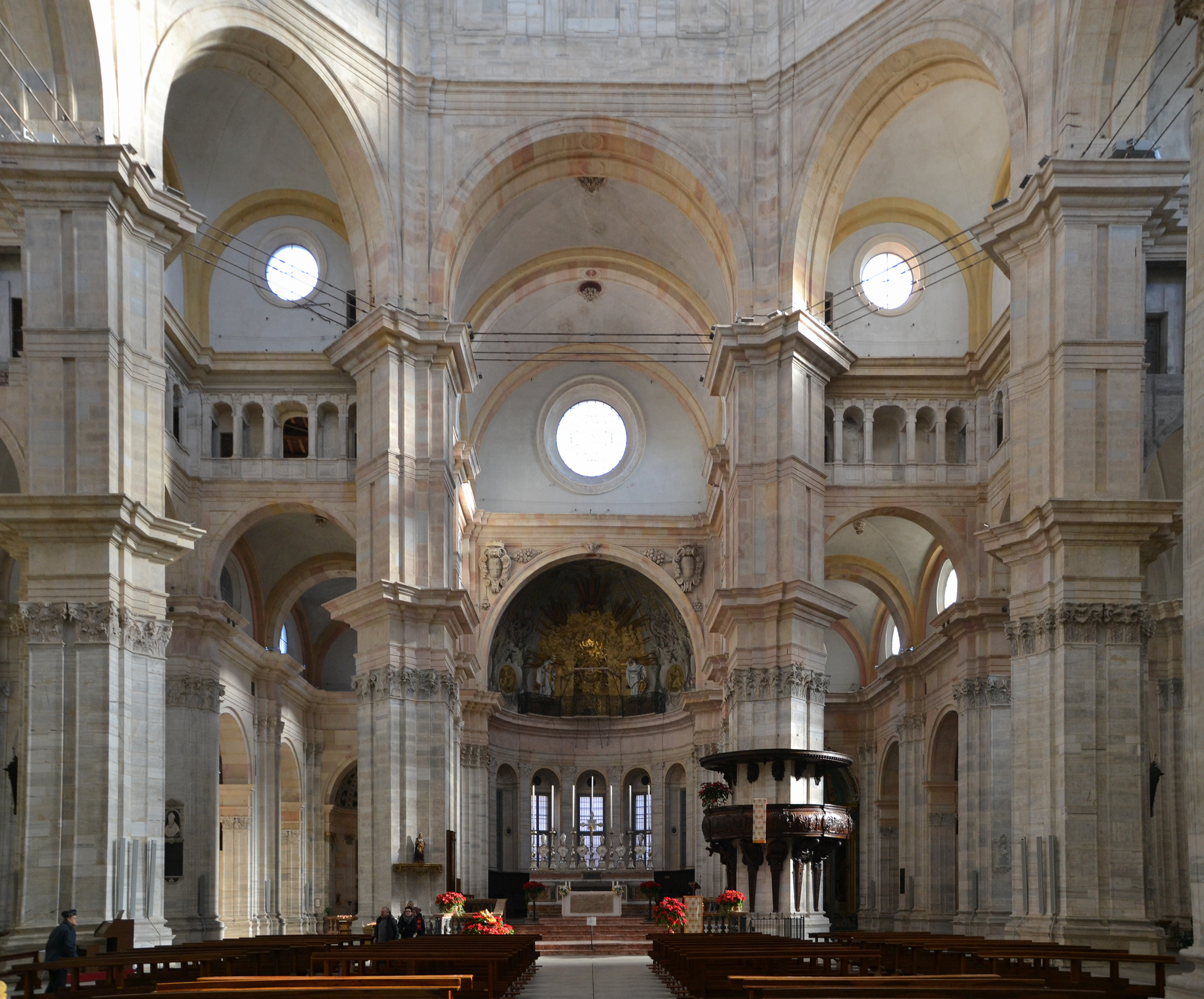
L'autel principal.

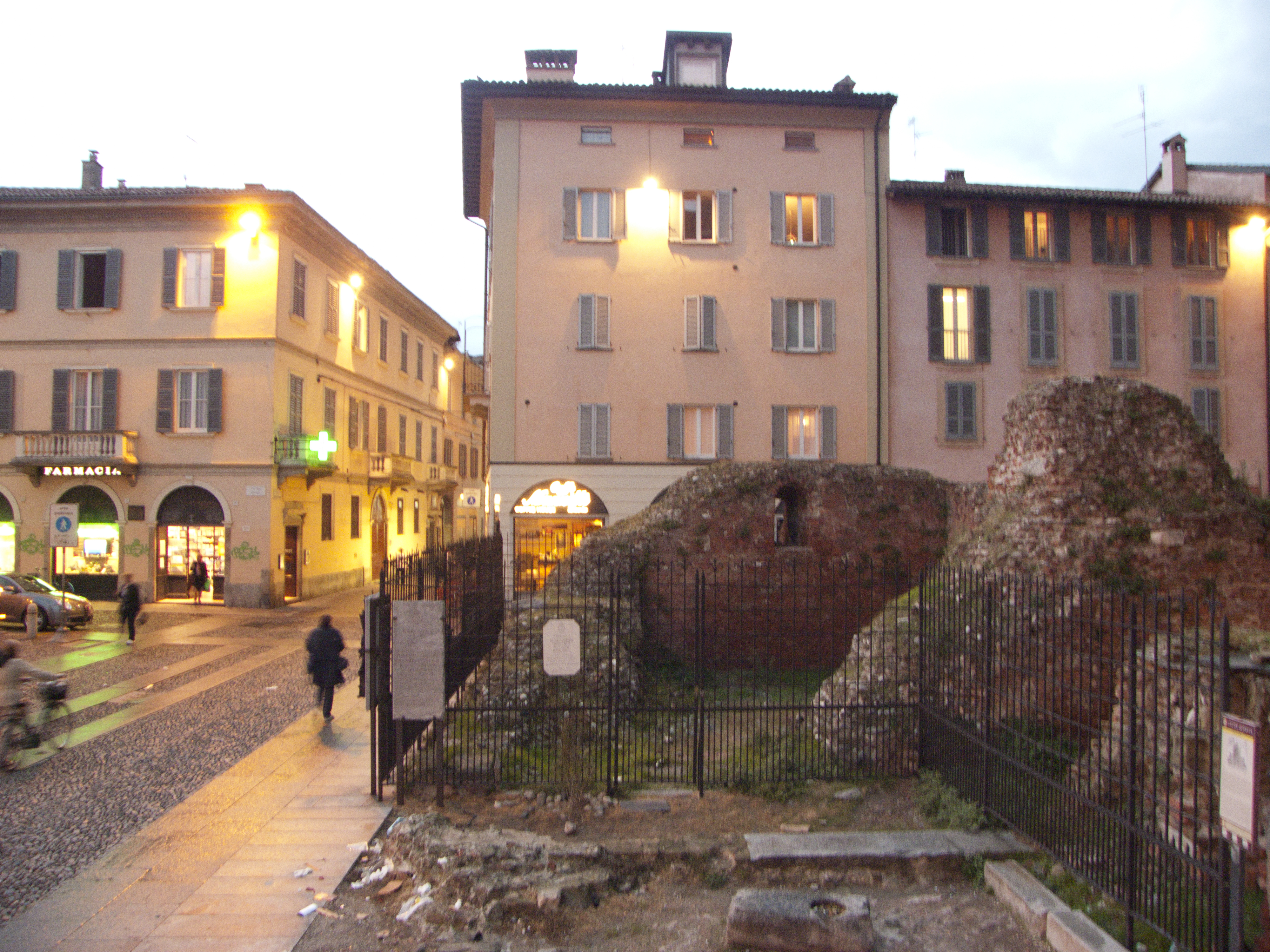
Reste de la Torre Civica.

La construction de la cathédrale s'est poursuivie lentement à travers les siècles avec diverses phases de construction, des retards dus au manque de fonds et de graves problèmes structurels. Au XVIe siècle, Pellegrino Tibaldi a longtemps dirigé les travaux mais les travaux se sont poursuivis de manière discontinue, entre interruptions et hésitations. En effet, en 1566, désespérant d'achever la nouvelle cathédrale, l'ancienne cathédrale romane de Santo Stefano fut restaurée et consacrée à nouveau. Au XVIIe siècle, la partie correspondant au presbytère fut achevée, qui fut reliée aux bas-côtés de l'ancienne cathédrale en démolissant l'abside romane de Santo Stefano, permettant ainsi d'utiliser la première partie achevée de la nouvelle cathédrale (qui fut consacrée le 24 août 1615). En 1647 et 1665, les petits bas-côtés est des deux transepts sont achevés. Au XVIIIe siècle, des travaux ont été effectués sur le corps central de l'édifice, achevant la pose des huit piliers titanesques de l'octogone et élevant, sous la direction de Benedetto Alfieri, le très haut tambour, ouvert par seize grandes fenêtres, qui dans 1766 fut élevée à la hauteur du volet de la coupole puis recouverte d'un plafond provisoire en bois, destiné cependant à durer plus d'un siècle.
En 1882-1885, le dôme en maçonnerie à double calotte fut finalement tourné par Carlo Maciachini, utilisant également des poutres métalliques et une chaîne métallique périmétrique, conçue pour contenir les poussées transversales et les décharger sur les piliers de l'octogone.
Un beffroi de 78 m de haut (la Torre Civica) flanque à l'origine la cathédrale. Mentionné depuis 1330 et élargi en 1583, il s'effondre le 17 mars 1989, ensevelissant quatre personnes. Ses restes sont toujours visibles sur la gauche de la cathédrale.

## Description

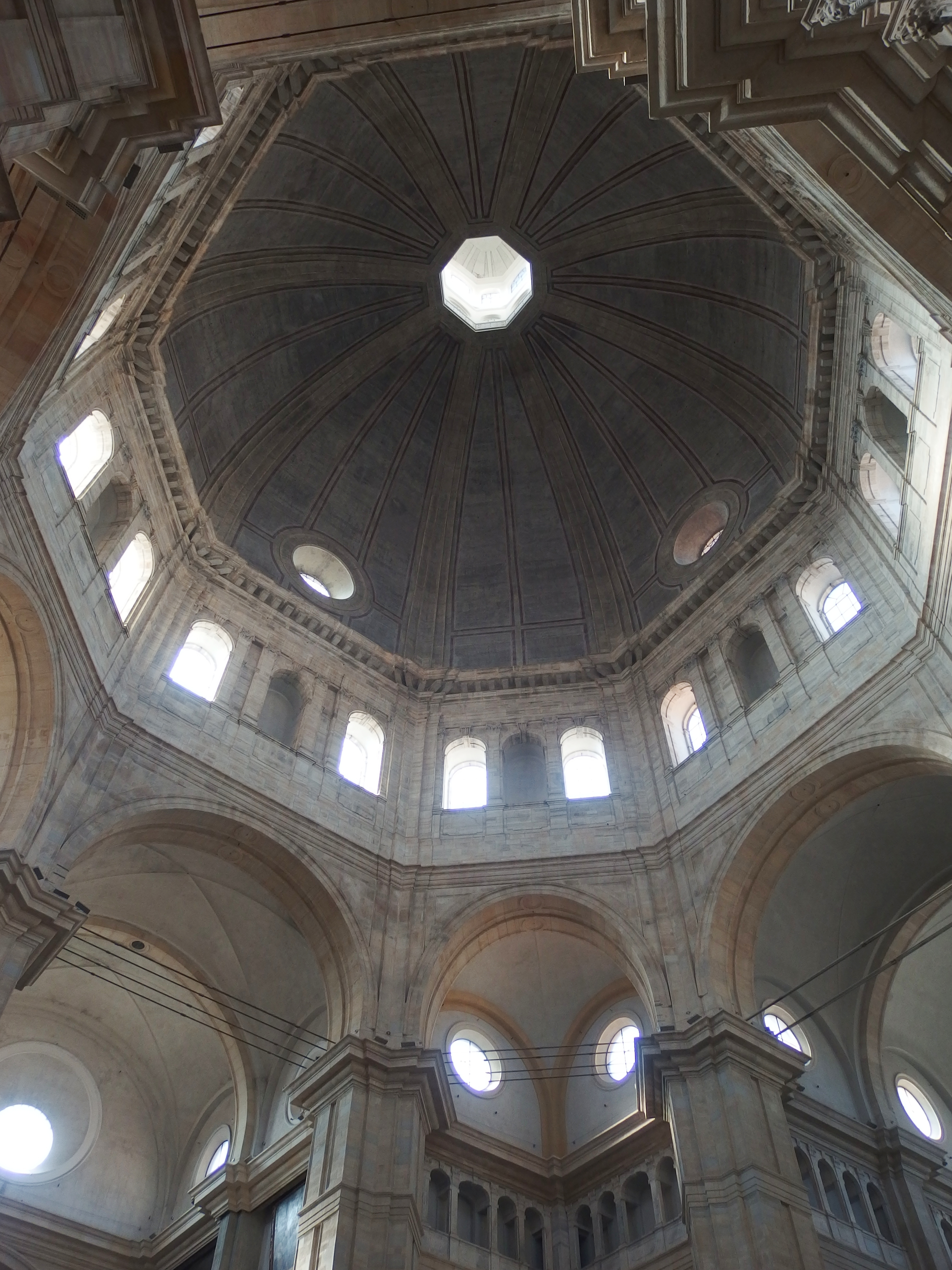
Le dôme.

Le plan de la cathédrale est en forme de croix grecque de 84 m de long, avec trois nefs flanquées de chapelles semi-circulaires. La nef centrale, de largeur double des nefs latérales, est haute de 30 mètres. Le monument est un grand bâtiment. L'église se développe sur trois nefs (la double centrale des latérales et traversée par une galerie praticable), tant dans le corps longitudinal que dans le transept. Les bas-côtés sont flanqués de chapelles semi-circulaires. L'intérieur, aux lignes architecturales pures de la Renaissance, donne une impression de grandeur, amplifiée par l'éclat des parements de marbre très blanc d'Ornavasso, d'Angera, de Carrare et surtout de Crevoladossola.
Le dôme central, au plan octogonal, s'élève à 97 m, est large de 34 m et pèse 20 000 tonnes. Il s'agit du cinquième plus grand dôme d'Italie, après ceux de la basilique Saint-Pierre du Vatican, du Panthéon de Rome (moins haut, mais plus large) et de la cathédrale Santa Maria del Fiore de Florence et la cathédrale Santa Margherita de Montefiascone (Latium).
La cathédrale est construite dans le style architectural de la Renaissance lombarde. Elle abrite les restes de saint Syrus, premier évêque de Pavie.
Sur l'envers de la façade, deux chefs-d'œuvre de l'époque baroque, de la main des deux principaux représentants de l'Académie Ambrosiana : Madonna et ss. Syrus et Antoine, de Giovanni Battista Crespi, dit Cerano, et Adoration des mages, de Daniele Crespi.
Dans la cathédrale, en effet, trois épines sont conservées, une partie de la couronne posée sur la tête du Christ lors de la crucifixion, qui selon la tradition, aurait été retrouvée par sainte Hélène, mère de l'empereur Constantin, vers 327. Elles sont portées en procession pendant la veillée de Pentecôte jusqu'au lundi suivant. Cette tradition se répète depuis 1645.

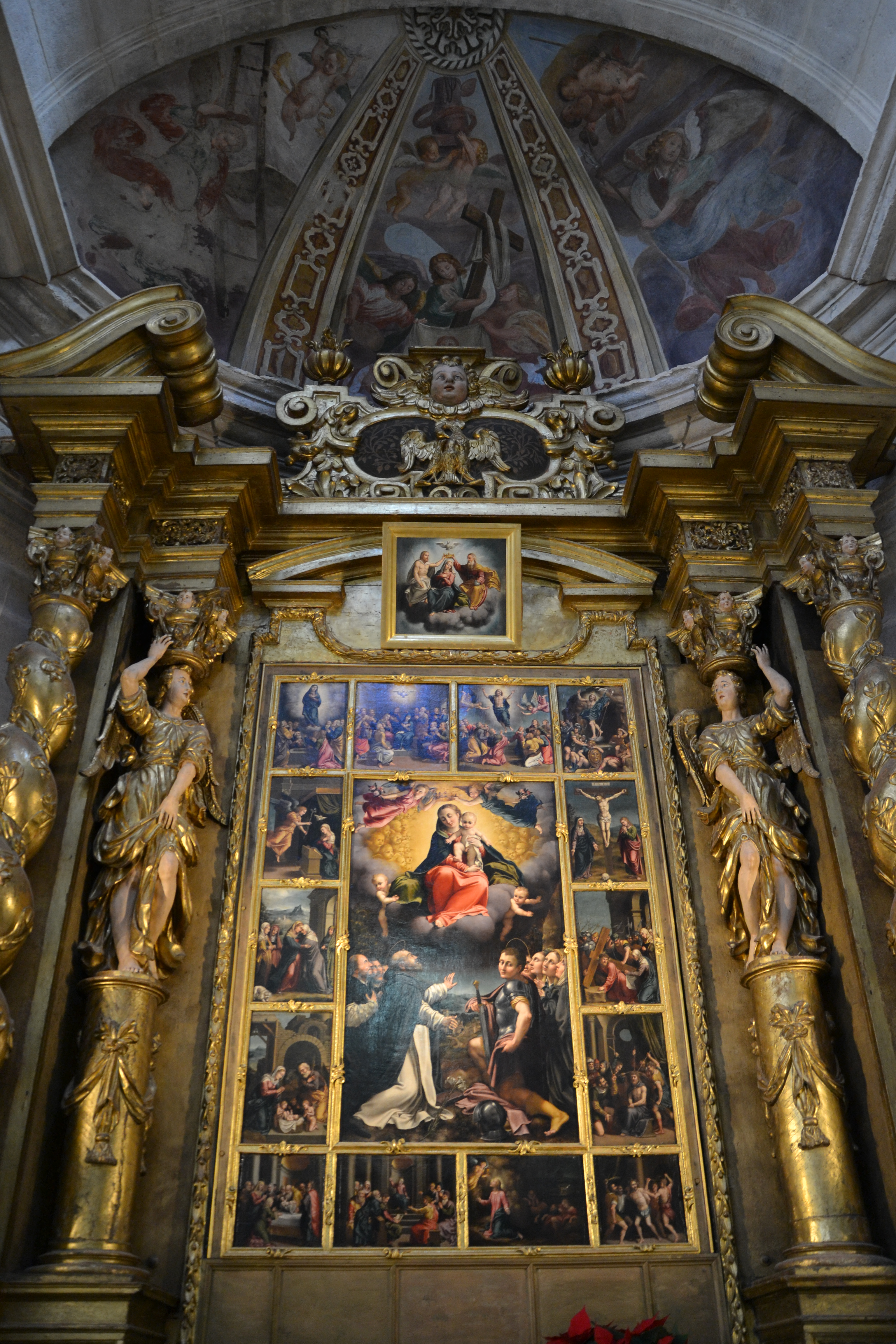
Bernardino Gatti, Madonna del Rosario, 1531.

Sur le côté droit du presbytère se trouve la chapelle des saints évêques Armentarius et Litifred II. Le premier fut évêque de la ville de 710 à 722, le second de 943 à 971. En 1636, les corps furent déplacés dans la chapelle construite par l'évêque Fabrizio Landriani. Également sur le côté droit du presbytère se trouve la grande chaire circulaire en bois réalisée par le sculpteur pavesan Siro Zanella (auteur, avec Bernardo Falconi, du Colosse de San Carolo Borromeo) entre 1673 et 1681.
Dans l'abside du transept gauche, au centre, se trouve l'Autel de la Confrérie du suffrage, construit par le génois Tommaso Orsolino en 1644-1646 et remanié en 1652 avec l'ajout de deux colonnes et d'autres éléments en marbre précieux. L'autel présente des sculptures baroques qui représentent, de bas en haut, les âmes damnées, les âmes du purgatoire, la Vierge, au centre, qui, montant au ciel, intercède pour les âmes du Purgatoire. Dans l'entablement, dans le tympan dans un médaillon en forme de bouclier sont représentées les âmes sauvées, portées par les anges en fuite vers Dieu le Père qui les attend à bras ouverts. Sur les côtés, des cariatides angéliques soutiennent l'entablement.
Dans l'abside du transept droit, l'autel de saint Syrus, premier évêque de Pavie (IIIe – IVe siècle), à double façade. Au-dessus de l'urne en cristal du XIXe siècle avec les restes du saint, il y a un retable monumental en marbre blanc avec un fond en albâtre de l'Orsolino (1645-1650) qui représente la Vierge donnant les clés de la ville à saint Syrus, avec le anges tenant les symboles iconographiques du saint, la croix processionnelle, le livre des Évangiles et un panier avec des pains et des poissons.
Enfin, sur le côté est du transept droit se trouve la chapelle de la Madonna del Rosario précédemment dédiée à la Passion. Sur l'autel, en 1827, fut placée une toile de l'artiste pavesan Bernardino Gatti dit Sojaro (1530-1531) représentant la Vierge à l'Enfant, saint Dominique et saint Alexandre.

### Articles liés
- Tour Civique
- Pavie
- Liste des cathédrales d'Italie